# Fausto Bertinotti
Fausto Bertinotti (Milano, 22 marzo 1940) è un ex politico e sindacalista italiano.
Già segretario del Partito della Rifondazione Comunista dal 1994 al 2006, è stato presidente della Camera dei Deputati dal 2006 al 2008.
Ideologicamente a cavallo tra comunismo ingraiano e socialismo lombardiano, Bertinotti è un convinto movimentista, politicamente vicino all'esperienza dei contemporanei movimenti sociali radicali (in particolar modo no-global), pacifista e nonviolento. È stato inoltre per molti anni un sindacalista della CGIL, iscritto dapprima nel Partito Socialista Italiano, poi, dopo una breve esperienza nelle file del Partito Socialista Italiano di Unità Proletaria, nel Partito Comunista Italiano e, a seguito della sua dissoluzione, nel Partito Democratico della Sinistra, entrando infine a far parte di Rifondazione Comunista.

## Biografia
Fausto Bertinotti nasce a Milano, nel quartiere di Precotto, da Enrico, macchinista delle Ferrovie dello Stato, e da Rosa, casalinga, secondogenito, dopo Ferruccio, anche lui ferroviere. Nel 1957 si trasferisce con tutta la famiglia nel paese natale paterno, Varallo Pombia. Nel 1962 si diploma, con tre anni di ritardo per via di alcune bocciature, come perito elettronico all'istituto Omar di Novara.

## Attività sindacale
Nel 1964 entra nella CGIL, diventando segretario della Federazione Italiana degli Operai Tessili (FIOT) di Sesto San Giovanni e, 3 anni dopo, diviene segretario della Camera del lavoro di Novara. Dal 1975 al 1985 è segretario regionale della CGIL piemontese (si era infatti trasferito a Torino). Diventa il leader della corrente più a sinistra della CGIL, ovvero Essere sindacato, fortemente critica nei confronti della politica di concertazione condotta dalla maggioranza.
Da questa importante prospettiva prende parte alle lotte operaie di quel tempo, e quindi a quella degli operai della FIAT nel 1980, terminata con i 35 giorni di sciopero e la marcia dei quarantamila che segnò una disfatta per il sindacato e per il PCI che quella lotta sostenne. Come sindacalista, sosterrà la necessità di far valere il diritto di sciopero contro "le ingiustizie della classe padronale". Nel 1985 entra nella segreteria nazionale della CGIL e si trasferisce a Roma.
Nel 1994, con l'accettazione della carica di segretario del Partito della Rifondazione Comunista, deve abbandonare ogni incarico sindacale.

## Attività  politica
Nei primi anni sessanta milita nel Partito Socialista Italiano (PSI) all'interno della corrente di sinistra di Riccardo Lombardi. Quando nel 1966 il PSI si riunifica col Partito Socialista Democratico Italiano, Bertinotti non aderisce al nuovo partito. Entra quindi nel Partito Socialista Italiano di Unità Proletaria, che successivamente nel 1972 confluirà in maggioranza nel Partito Comunista Italiano. Il 12 settembre 1972 Bertinotti viene cooptato nel Comitato Regionale piemontese del PCI.
Nel PCI Bertinotti si avvicina a Pietro Ingrao e, da ingraiano, tra il 1989 e il 1991 è tra i Comunisti che non accettano lo scioglimento del PCI, ma seguirà poi il consiglio di Pietro Ingrao, suo storico punto di riferimento, di aderire al Partito Democratico della Sinistra (PDS), dove militerà nella corrente dei Comunisti Democratici. Il 10 maggio 1993 lasciò il PDS accusandolo di condotta incoerente al proprio mandato elettorale causata dalla determinante astensione, al voto di fiducia, per la creazione del Governo Ciampi. . A settembre accetta l'invito di Armando Cossutta e Lucio Magri di iscriversi al Partito della Rifondazione Comunista per diventarne, nel gennaio 1994, segretario nazionale.

### Partito della Rifondazione Comunista

#### Gli inizi
Il 28 settembre 1993 Bertinotti si iscrive al Partito della Rifondazione Comunista, consapevole che pochi mesi dopo ne sarebbe diventato il segretario nazionale, grazie all'accordo tra la corrente di Armando Cossutta e quella di Lucio Magri nel gennaio 1994, per estromettere da segretario Sergio Garavini, che aveva diretto il partito fin dalla fondazione. Curiosamente Bertinotti il 23 aprile 1985 era entrato nella segreteria confederale della CGIL prendendo anche allora il posto di Garavini.
Nel 1995 Bertinotti, insieme a Cossutta, decide di rompere l'unità con i partiti dell'Alleanza dei Progressisti e di votare contro la fiducia al neonato governo di Lamberto Dini, proposto dal Presidente Oscar Luigi Scalfaro per impedire le elezioni invocate da Silvio Berlusconi dopo che Umberto Bossi aveva rotto l'alleanza di centro-destra facendone cadere il governo; contro la scelta di Bertinotti e Cossutta si schierano Garavini, Lucio Magri, Rino Serri e complessivamente 12 deputati, 3 senatori e 2 europarlamentari del PRC. I parlamentari dissidenti del PRC salvano con il loro voto il Governo Dini ed escono dal partito.
Grazie a questo salvataggio, vengono evitate le elezioni anticipate invocate da Berlusconi e il centro-sinistra guadagna i 12 mesi di tempo sufficienti per recuperare il consenso popolare facendo dimenticare "il ribaltone" e vincendo le elezioni del 1996, concedendo al partito di Bertinotti e Cossutta un patto di "desistenza" che consentirà al PRC di portare ancora i suoi rappresentanti in Parlamento. Con l'uscita di Garavini, dei dirigenti ex ingraiani a lui più vicini, e della corrente di Magri, Bertinotti dapprima resta subalterno a Cossutta, ma poi unisce progressivamente attorno alla sua corrente tutte le anime non filosovietiche rimaste nel partito, compresa la maggioranza degli ex aderenti a Democrazia Proletaria, arrivando a mettere in minoranza la corrente di Cossutta.

#### Segreteria

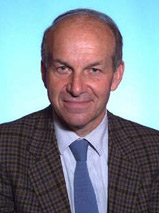
Fausto Bertinotti nel 1996

La carica di segretario del PRC gli è confermata anche nel terzo (dicembre 1996), quarto (marzo 1999), quinto (aprile 2002) e sesto (marzo 2005) congresso di Rifondazione. In quest'ultimo, però, la sua relazione ottiene meno consensi del solito, attestandosi circa al 59% delle preferenze. In seguito all'elezione a Presidente della Camera dei Deputati si ritira da segretario del partito e il 7 maggio 2006, il Comitato politico nazionale di Rifondazione Comunista elegge segretario Franco Giordano.

### Rapporto con il centro-sinistra

#### 1996: Il patto di desistenza
Alleato della coalizione dei "Progressisti" perdente alle elezioni politiche del 1994, stipula un patto di desistenza con L'Ulivo nel 1996: Rifondazione non si sarebbe presentata in alcuni collegi uninominali alla Camera e al Senato, dando ai suoi elettori l'indicazione di votare per i candidati scelti da Romano Prodi, e il centro-sinistra avrebbe fatto lo stesso, cioè non si sarebbe presentato in alcuni collegi, favorendo così l'elezione dei candidati di Rifondazione Comunista.

### 1998: Il ritiro della fiducia a Prodi

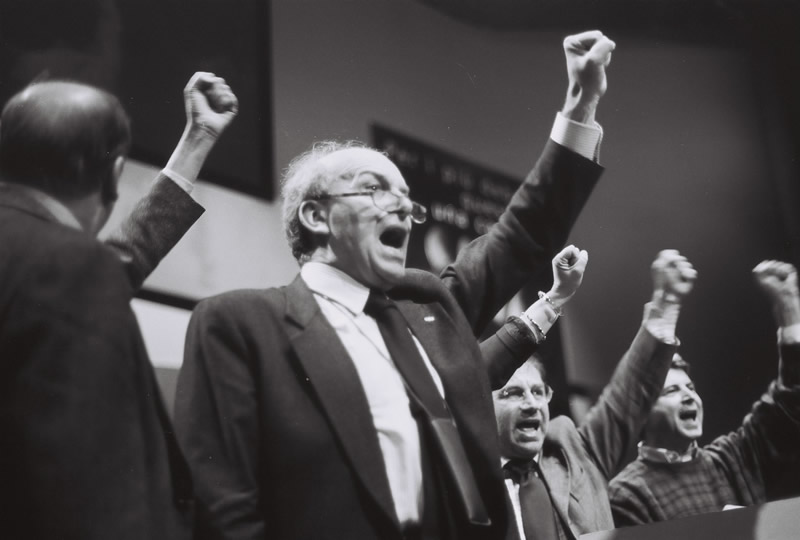
Fausto Bertinotti al IV congresso del Partito della Rifondazione Comunista (1999)

Le elezioni politiche del 1996 sono vinte dall'Ulivo e Prodi viene nominato Presidente del Consiglio. Non mancano, durante il suo governo, attriti con Rifondazione Comunista sulla riforma delle pensioni e soprattutto sulla legge finanziaria del 1998 quando, dopo aver votato "a scatola chiusa" due leggi finanziarie indigeste, Prodi si aspetta di incassare il terzo "sì" bertinottiano ("senza prendere ordini da chi non fa parte del governo") nel voto di fiducia. Ma il PRC vota contro, il governo cade e alcuni esponenti abbandonano il PRC fondando il Partito dei Comunisti Italiani, con a capo Armando Cossutta e Oliviero Diliberto. Il Segretario dei DS, Massimo D'Alema, diventa così Presidente del Consiglio del successivo governo, con l'appoggio del nuovo gruppo dei Comunisti Italiani di Diliberto-Cossutta e con l'appoggio di Clemente Mastella, passato dalle file di centrodestra a quelle del centro-sinistra.
Il PRC, indebolito dalla scissione, alle elezioni europee del 1999 ha un sostanziale insuccesso, ma Bertinotti risulta comunque eletto deputato al Parlamento di Strasburgo. Nelle elezioni politiche del 2001, Rifondazione Comunista è promotrice di una desistenza unilaterale nei confronti della coalizione dell'Ulivo, che candida alla presidenza del consiglio Francesco Rutelli. Ottenendo il 5 per cento nel proporzionale alla Camera e alcuni senatori con il riparto proporzionale, Rifondazione Comunista riesce a mantenere una sua rappresentanza in Parlamento.

#### 2002: Il disgelo con l'Ulivo e la nascita dell'Unione

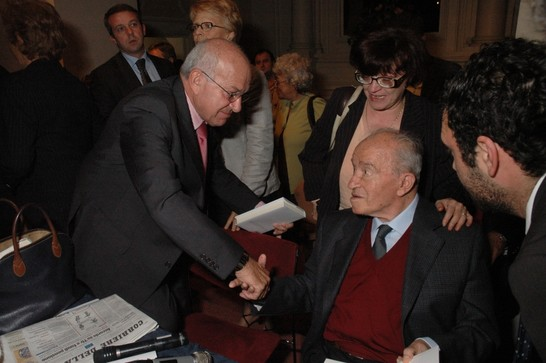
Fausto Bertinotti saluta Pietro Ingrao

Dal 2002 inizia il disgelo tra Rifondazione e il Centro-sinistra, che si alleano sia alle elezioni amministrative, sia alle elezioni regionali del 2005, nettamente vinte dall'Unione, la nuova denominazione dell'alleanza di centro-sinistra, di cui Rifondazione entra a far parte.
Nel frattempo, Bertinotti è eletto al Parlamento europeo alle elezioni europee del 2004, ricevendo in tutta Italia circa 380 000 preferenze. Iscritto al gruppo della Sinistra Unitaria Europea - Sinistra Verde Nordica, è membro della Commissione per i problemi economici e monetari; della Commissione giuridica; della Delegazione alla commissione parlamentare mista UE-ex Repubblica iugoslava di Macedonia del Nord. Si dimette quindi dalla Camera dei Deputati.

#### 2005: le primarie dell'Unione
Alle elezioni primarie del 16 ottobre 2005 per la scelta del capo della coalizione dell'Unione alle elezioni politiche del 2006, Bertinotti arriva secondo dopo Prodi, raccogliendo 631.592 voti (il 14,7% dei consensi). La campagna elettorale era basata sullo slogan "Voglio...": tramite internet o post-it i cittadini potevano completare lo slogan indicando cosa volevano dalla coalizione di centro-sinistra.

#### 2007: le critiche a Prodi

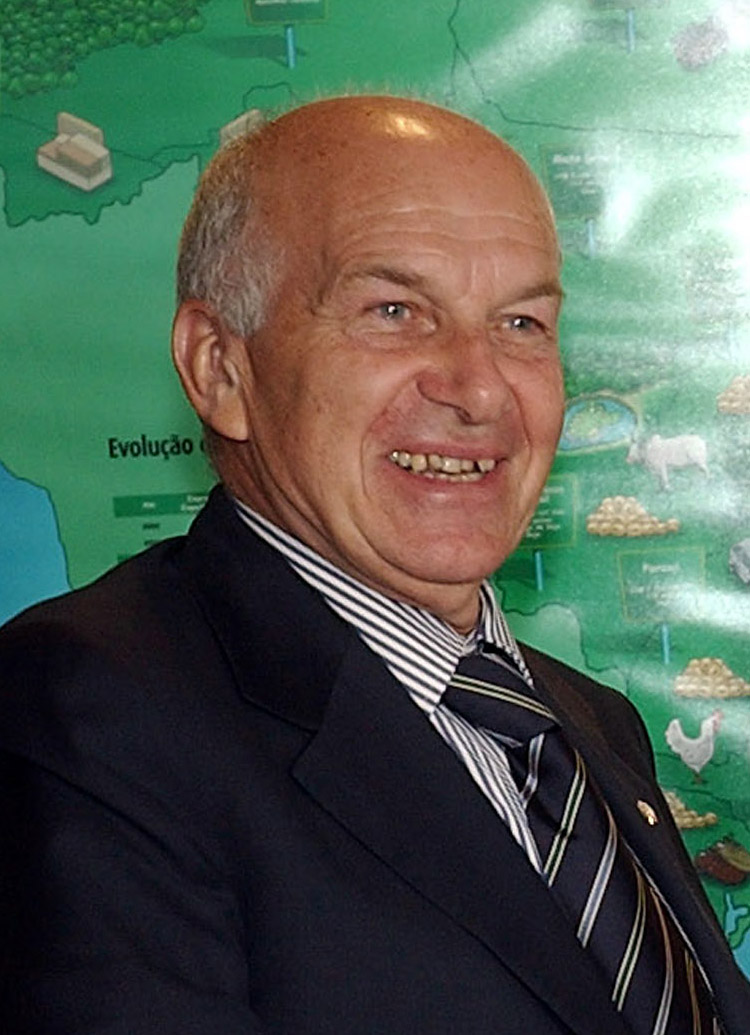
Bertinotti durante il governo Prodi II

In alcune interviste Bertinotti rilascia dichiarazioni che fanno scalpore e vengono interpretate dalla stampa nazionale come segnale della prossima caduta del governo Prodi. Bertinotti paragona Prodi a Vincenzo Cardarelli, «il più grande poeta morente», paragona il suo governo ad un "brodino caldo", dichiara «questo governo ha fallito». In seguito non smentirà le sue dichiarazioni e il partito di cui è leader di fatto ne prende le difese dopo gli attacchi di alcuni "prodiani". Tuttavia il PRC continua a far parte del governo e della maggioranza che cadrà pochi mesi dopo in seguito alla sottrazione della fiducia da parte del movimento politico di Mastella - ex guardasigilli del Governo Prodi - come per altro confermato durante la trasmissione Che tempo che fa da Prodi stesso. Tuttavia da mesi si consumavano continue schermaglie tra Rifondazione, Popolari-UDEUR e Italia dei Valori, che logorarono la stabilità della compagine governativa.
In un'intervista del 7 aprile 2008, prima delle elezioni politiche, Romano Prodi attribuì la caduta del governo a «chi ha minato continuamente l'azione del governo, di chi ha fatto certe dichiarazioni istituzionalmente opinabili...», parole che hanno fatto ritenere si riferisse a Bertinotti. A due giorni dal voto, dopo la disfatta elettorale che segna la scomparsa del PRC dal Parlamento, Prodi dichiarerà in un'intervista «A Bertinotti consiglio di rinfrancarsi con un brodino riscaldato». Prodi osservò anche come i responsabili principali della caduta del suo governo, i partiti della sinistra radicale e l'UDEUR, fossero rimasti spazzati via dalle elezioni e commentò il fatto con le parole «si dorme nel letto che si è preparato».
Il 6 maggio 2009 Silvio Sircana, ex-portavoce del governo Prodi, dichiarò in un'intervista: «Prodi è colui che si è speso e non poco per "sdoganare" Bertinotti, dandogli l'occasione, miseramente sprecata, come Presidente della Camera, di dimostrare che la questione comunista era definitivamente superata».

#### Appoggio ai "movimenti"
A partire dal 2001, Bertinotti porta il PRC ad assumere posizioni vicine al movimento alter-mondialista. L'appoggio e la condivisione delle istanze dei movimenti diviene caratteristica della politica del PRC, numerosi esponenti vengono eletti nelle liste di Rifondazione, come Vittorio Agnoletto, Luisa Morgantini, Daniele Farina, Francesco Saverio Caruso. Nel 2004, grazie anche al PRC, nasce un organismo politico europeo della sinistra d'alternativa, il Partito della Sinistra Europea, del quale Bertinotti viene eletto presidente. Rimane presidente del partito fino al 2007.

#### L'abolizione della proprietà privata
Nel marzo del 2005 rilasciò una intervista al Corriere della Sera in cui dichiarò: «Certo: la proprietà privata non si può abrogare per decreto. Ma è un obiettivo».

### Referendum

#### Articolo 18
È tra i promotori del referendum del 2003 sull'estensione dell'articolo 18 dello statuto dei lavoratori anche ai lavoratori subordinati delle aziende con meno di 16 dipendenti. Il referendum fallisce per il mancato raggiungimento del quorum di votanti.

#### Fecondazione assistita
Ai referendum sulla fecondazione assistita del 12 e 13 giugno del 2005, sostiene il "sì" per tutti e quattro i quesiti. Il referendum fallisce per il mancato raggiungimento del quorum di votanti (solo il 25,5% degli aventi diritto si reca alle urne, la percentuale più bassa nella storia referendaria della Repubblica).

### Presidente della Camera dei deputati

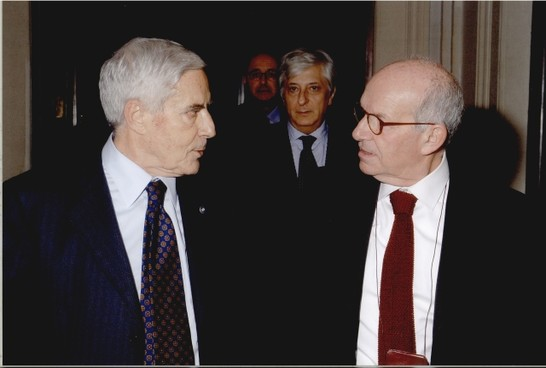
Il Presidente del Senato della Repubblica Franco Marini e Fausto Bertinotti Presidente della Camera il 18 dicembre 2006

Il 29 aprile 2006 Bertinotti è eletto Presidente della Camera dei deputati della Repubblica Italiana alla quarta votazione, superando con 337 voti la soglia dei 305 richiesti dal quorum. Ha concluso il suo incarico il 29 aprile 2008.

#### Contestazioni
Nel marzo 2007 viene contestato dai militanti dei Collettivi Universitari durante un convegno all'Università La Sapienza di Roma. con l'accusa di non aver contrastato il rifinanziamento della missione militare in Afghanistan e di aver appoggiato la missione militare in Libano (fine 2006). Nel 2008, durante il corteo del primo maggio a Torino, viene contestato da alcuni giovani dei centri sociali, a causa della sua partecipazione alla Fiera Internazionale del Libro, dedicata all'anniversario della fondazione dello stato di Israele.

### Candidato a Presidente del Consiglio de la Sinistra l'Arcobaleno
Per le elezioni politiche del 13 e 14 aprile 2008, Bertinotti è stato scelto come capo della coalizione per la Sinistra l'Arcobaleno, che vede uniti sotto uno stesso simbolo, che non presenta la storica falce e martello, Rifondazione Comunista, Partito dei Comunisti Italiani, Verdi e Sinistra Democratica. Questo simbolo non supera la quota percentuale di sbarramento per la Camera dei Deputati, a livello nazionale, né gli sbarramenti regionali al Senato, per cui non ottiene rappresentanti in Parlamento.

### Ritiro dagli incarichi di direzione politica
Dopo la sconfitta alle elezioni, Bertinotti conferma il proprio ritiro da incarichi di direzione politica, come aveva già annunciato ancor prima della candidatura per la Sinistra l'Arcobaleno: "La mia vicenda di direzione politica termina qui, purtroppo con una sconfitta [...] Lascio ruoli di direzione, farò il militante. Un atto di onestà intellettuale impone di riconoscere questa sconfitta come netta, dalle proporzioni impreviste che la rendono anche più ampia".
In un'intervista di marzo 2010, ormai fuori dalla vita politica, ha espresso la sua preoccupazione per l'assenza di una sinistra unita; ma ha indicato in Nichi Vendola la speranza per essa. Tuttavia nel numero di agosto 2011 della rivista Alternative per il Socialismo, Bertinotti prende le distanze dalle ambizioni governative di Vendola, distanze che si rafforzeranno con l'appoggio a Rivoluzione Civile, lista sostenuta dal PRC (con PDCI, Di Pietro e Verdi).

### Presidenza della Fondazione Camera dei Deputati XVI legislatura
A partire da maggio 2008 Bertinotti è diventato Presidente della Fondazione Camera dei Deputati, incarico spettante a ogni Presidente della Camera nella legislatura successiva alla cessazione dall'incarico. Con le elezioni politiche del 2013 e l'apertura della XVII legislatura si è concluso anche tale ruolo.

### RivistaAlternative per il Socialismo
Da giugno 2007 Bertinotti ha dato vita alla rivista Alternative per il socialismo, un bimestrale di analisi e cultura politica di cui è direttore. La rivista è nata con una finalità molto ambiziosa: contribuire alla ricerca di una cultura politica della trasformazione, oltre le "scadenze" costrittive della quotidianità politica. Queste le parole di Bertinotti a proposito del titolo:

Noi, è ciò che è cresciuto nel processo di rifondazione, la resistenza e la rottura, e nel suo rapporto con i movimenti.
Per il socialismo è una scelta che viene motivata sulla base di quel percorso (percorsi) e che propone un'idea liberata di società aperta, sia come possibilità che come società stessa."»

### Seminari
Nel 2009 ha tenuto un seminario nel corso di Diritto costituzionale presso la facoltà di Giurisprudenza dell'Università degli Studi di Perugia. Tra ottobre e dicembre 2012 ha tenuto un ciclo di seminari dal titolo "La Costituzione, tra crisi della democrazia e nuovi totalitarismi", presso l'Università del Salento.

### Comunione e Liberazione
Dall'agosto 2015 è intervenuto all'annuale Meeting per l'amicizia fra i popoli, tenutosi a Rimini, del movimento cattolico di Comunione e Liberazione.

### Grande Oriente d'Italia
Il 4 giugno 2023 ha partecipato come relatore ad un incontro culturale organizzato dal Grande Oriente d'Italia a Villa Bertelli, alla presenza di Stefano Bisi. In tale occasione presenta il suo libro intitolato La dissoluzione della democrazia.

## Vita privata
Nel 1965 si sposa con la diciottenne Gabriella Fagno; la cerimonia avviene in chiesa per volontà di sua madre, in quanto Fausto Bertinotti si è sempre dichiarato non credente. Nel 1970 nasce il suo unico figlio: Duccio, così chiamato in onore del partigiano Duccio Galimberti.
È appassionato di calcio e tifoso del Milan.

## Opere
- La Camera dei lavori, Roma, Ediesse, 1986.
- La democrazia autoritaria, Roma, Datanews, 1991.
- Tutti i colori del rosso, Milano, Sperling & Kupfer, 1995. ISBN 88-200-1969-8.
- Il nostro nuovo comunismo (ripartendo da Marx), Bologna, Carmenta, 1996. ISBN 88-86580-03-7.
- Le due sinistre, con Alfonso Gianni, Milano, Sperling & Kupfer, 1997. ISBN 88-200-2498-5.
- Pensare il '68, con Alfonso Gianni, Milano, Ponte alle Grazie, 1998. ISBN 88-7928-418-5; 2001. ISBN 88-7928-565-3.
- Per una società alternativa, con Giorgio Riolo, Milano, Punto rosso, 1999.
- Le idee che non muoiono, con Alfonso Gianni, Milano, Ponte alle Grazie, 2000. ISBN 88-7928-421-5.
- Per una pace infinita, con Alfonso Gianni, Milano, Ponte alle Grazie, 2002. ISBN 88-7928-503-3.
- Nonviolenza. Le ragioni del pacifismo, con Lidia Menapace e Marco Revelli, Milano, Fazi, 2004. ISBN 88-8112-588-9.
- L'Europa delle passioni forti, con Alfonso Gianni, Milano, Ponte alle Grazie, 2005. ISBN 88-7928-617-X.
- Io ci provo, intervista di Cosimo Rossi, Roma, Manifestolibri, 2005. ISBN 88-7285-417-2.
- Il ragazzo con la maglietta a strisce, conversazione con Wilma Labate, Reggio Emilia, Aliberti, 2005. ISBN 88-7424-097-X.
- La Città degli Uomini. Cinque riflessioni in un mondo che cambia, con Sergio Valzania, Milano, Mondadori, 2007. ISBN 9788804568841.
- Ottimismi di volontà, Bari, Palomar, 2008. ISBN 88-7600-290-1.
- Devi augurarti che la strada sia lunga, con Ritanna Armeni e Rina Gagliardi, Milano, Ponte alle Grazie, 2009. ISBN 978-88-6220-053-0.
- Chi comanda qui? Come e perché si è smarrito il ruolo della Costituzione, Milano, Mondadori, 2010. ISBN 978-88-04-60396-2.
- Le occasioni mancate, 1991-2001-2011, con Dario Danti, Pisa, ETS, 2012. ISBN 978-88-467-3215-6.
- La discorde amicizia. Lettere sulla sinistra, con Riccardo Terzi, Roma, Ediesse, 2013. ISBN 978-88-230-1787-0.
- Sempre daccapo. Globalizzazione, socialismo, cristianesimo. Conversazione con Roberto Donadoni, Venezia, Marcianum Press, 2014. ISBN 978-88-6512-268-6.
- Colpita al cuore. Perché l'Italia non è una Repubblica fondata sul lavoro, Roma, Castelvecchi, 2015. ISBN 978-88-6826-757-5.
- con Alfonso Gianni (prefazione), Giso Amendola (postfazione), La dissoluzione della democrazia.  Scritti 2007-2022, Castelvecchio, 2023. ISBN 978-88-3290-338-6
- (con Roberto Genovesi) La sinistra che non c'è, RAI Libri, 2025. ISBN 978-88-39-7192-94